# Grand Prix Pino Cerami 2001
Il Grand Prix Pino Cerami 2001, trentaseiesima edizione della corsa, si svolse il 13 aprile su un percorso di 181 km, con partenza a Saint-Ghislain. Fu vinto dall'australiano Scott Sunderland della Team Fakta davanti al britannico Roger Hammond e allo statunitense Fred Rodriguez.

## Ordine d'arrivo (Top 10)
| Pos. | Corridore        | Squadra                      | Tempo    |
| ---- | ---------------- | ---------------------------- | -------- |
| 1    | Scott Sunderland | Team Fakta                   | 4h24'00" |
| 2    | Roger Hammond    | Collstrop-Palmans            | a 15"    |
| 3    | Fred Rodriguez   | Domo-Farm Frites             | a 16"    |
| 4    | Ludovic Capelle  | Ag2r Prévoyance-Décathlon    | a 17"    |
| 5    | Oleg Pankov      | Collstrop-Palmans            | s.t.     |
| 6    | Michel Vanhaecke | Landbouwkrediet-Colnago      | s.t.     |
| 7    | Eddy Serri       | Alexia Alluminio             | s.t.     |
| 8    | Laurent Lefèvre  | Cofidis                      | s.t.     |
| 9    | Zoran Klemenčič  | Tacconi Sport-Vini Caldirola | s.t.     |
| 10   | Claude Lamour    | Cofidis                      | s.t.     |